# Damien Girard (homme politique)
Pour les articles homonymes, voir Damien Girard.
Damien Girard est un homme politique français né le 30 mai 1973 à Cholet. Il est élu député de la 5e circonscription du Morbihan en juillet 2024.

## Biographie

### Formation et débuts
Damien Girard naît en 1973 dans la région de Cholet en Maine-et-Loire. Ses parents sont agriculteurs, et son grand-père est maire de la commune de Maulevrier. Il travaille régulièrement dans la ferme familiale lorsqu'il est encore adolescent, et suit un baccalauréat technologique à Fontenay-le-Comte (Vendée).
Damien Girard travaille pendant une dizaine d'années dans le domaine de la biochimie, puis dans le secteur des énergies renouvelables à partir de 2005, notamment au sein du groupe Engie. Il est père de trois enfants et pacsé.
Il est actif dans le domaine associatif à Lorient dans une association de soutien aux réfugiés, notamment après le transfert de réfugiés dans des centres d'accueil et d'orientation de la région de Lorient après le démentiellement de la jungle de Calais en 2016, ou contre des expulsions de familles en situations irrégulières.

### Débuts en politique à Lorient
Il intègre le conseil municipal de Lorient à la suite des élections municipales de 2008, alors qu'il représente les écologistes au sein d'une liste de gauche plurielle menée par le maire sortant Norbert Métairie. Il est chargé de 2008 à 2014 de l'économie sociale et solidaire. Il rejoint une liste de gauche dissidente lors des élections municipales suivantes en 2014, qui s'oppose au maire sortant Norbert Métairie. Damien Girard est alors critiqué par les élus écologistes soutenant et ralliés à Norbert Métairie qui lui reprochent ses « absences » et son « manque d'implication » lors de la mandature précédente. Face au refus de Norbert Métairie de fusionner sa liste avec la liste concurrente de gauche dans laquelle figure Damien Girard entre les deux tours, et à la suite des faibles résultats de cette liste qui n'atteint pas les 10 %, Damien Girard n'est pas réélu au conseil municipal lorientais,.
Il constitue dès 2018 une liste en vue des élections municipales de 2020 à Lorient alors que trois autres listes sont déjà crées à gauche. Alors que le maire sortant Norbert Métairie ne se représente pas et soutient une autre liste de gauche, Damien Girard présente une liste soutenue localement par EELV, le PS, le PCF, et l'UDB . L'élection a lieu dans un contexte de crise au sein du PS local qui dirige la ville depuis un demi-siècle, alors que plusieurs de ses cadres locaux comme Jean-Yves Le Drian (ancien maire), Gwendal Rouillard (député), ou Laurent Tonnerre (adjoint au maire sortant) ont rejoint Emmanuel Macron,, ou comme Émilie Derrian-Chatard (présidente de la section locale du PS) jugent possible de travailler avec le parti du président de la République. Damien Girard se place en tête au premier tour avec 22,99 % des suffrages, mais avec un taux de participation de seulement 33 % dans un contexte d'épidémie de COVID. S'il est ouvert à la possibilité d'une fusion avec une autre liste de gauche menée par Bruno Blanchard, il s'oppose à ce que ce dernier en fasse partie. Face au refus de ce dernier de fusionner leurs listes dans ces conditions, et à la suite d'une quadrangulaire, la liste menée par Damien Girard s'incline au second tour avec 32,83 % des suffrages face au nouveau maire Fabrice Loher. Damien Girard reproche par la suite au maire sortant Norbert Métairie son soutien à Bruno Blanchard, tout en concédant « un manque de diversité socioculturelle » dans sa propre liste.
Il réintègre le conseil municipal de Lorient à l'issue des élections de 2020, où il dirige le groupe d'opposition « Lorient en commun », ainsi que le conseil d'agglomération de Lorient Agglomération. Il s'oppose en 2023 au partenariat entre le port de pêche de Keroman et le port de Duqm dans le sultanat d'Oman. Il affirme notamment que le projet prévoit l'importation par avion de poissons réfrigérés à Lorient pour approvisionner les entreprises de transformation de poissons locales. Si l'affirmation est reprise dans la presse nationale,,, elle est démentie par le maire de Lorient Fabrice Loher qui parle de « volonté de créer du buzz », alors que les acteurs économiques de la pêche locale pointent eux l'« absence de logique commerciale et économique » de l'affirmation, les coûts d'importation rendant le poisson quatre à cinq fois plus cher que le poisson pêché localement. Il démissionne du conseil municipal et du conseil communautaire en juillet 2024 à la suite de son élection comme député ; touché par la règle de non-cumul des mandats, il indique alors privilégier son poste de conseiller départemental.
Il est régulièrement candidat pour Europe Écologie-Les Verts lors d'élections locales à Lorient, comme lors des élections départementales en 2008 et en 2015. De nouveau candidat aux élections départementales de 2021 dans le cadre d'un accord PS-PCF-EELV-UDB, il est élu avec sa colistière Rozenn Métayer pour le Canton de Lorient-2.

### Candidat multiple aux législatives et élection en 2024
Damien Girard se présente pour la première fois aux élections législatives en 2017 dans la cinquième circonscription du Morbihan sous les couleurs d'EELV, alors que la gauche part divisée et que pas moins de 6 candidats la représentent, il ne recueille que 6,39 % des suffrages et ne franchit par le premier tour. Il soutient alors le candidat LFI Alexandre Scheuer au second tour. Lors des législatives suivantes en 2022, dans le cadre des accords de la NUPES, la cinquième circonscription du Morbihan est attribuée à EELV, et Damien Girard est choisi pour représenter ce parti. Sans concurrence à gauche il arrive en tête au premier tour avec 31,47 %, alors que la candidate macroniste Lysiane Métayer doit composer avec un candidat dissident mais bénéficie du soutien local de Jean-Yves Le Drian,. Il s'incline cependant au second tour avec 48,65 % des suffrages.
Il est de nouveau candidat dans la cinquième circonscription du Morbihan lors des législatives de 2024, alors que dans le cadre des accords nationaux du Nouveau Front populaire la circonscription est de nouveau attribuée à un candidat d'EELV. Au terme d'une triangulaire au second tour l'opposant à la députée macroniste sortante Lysiane Métayer et à la candidate RN Aurélie Le Goff, il l'emporte avec 38,88 % des suffrages et est élu député.
Il siège au sein du groupe écologiste et social et est membre de la commission Défense

### Au sein du mouvement écologiste
Dans le cadre de la primaire présidentielle française de l'écologie de 2021 il soutient dans un premier temps la candidature d'Éric Piolle et anime son comité de soutien à Lorient, avant de se rallier à la candidature de Yannick Jadot lors du second tour.